# Мар'яновка (Великоберезниківський район)
Мар'я́новка (рос. Марьяновка, ерз. Марьяновка) — село у складі Беликоберезниківського району Мордовії, Росія. Адміністративний центр Мар'яновського сільського поселення.

## Населення
Населення — 717 осіб (2010; 746 у 2002).
Національний склад (станом на 2002 рік):
- росіяни — 94 %